# Kill (Unix)
A kill egy beépített parancs vagy egy rendszerprogram. Segítségével a kiválasztott folyamatoknak szignál küldhető.

## Használata
A parancs általános alakja rendszerenként változik. Paraméterként mindig vár egy folyamatazonosítót (pid) vagy a beépített parancs egy „%” jelet követő munkaazonosítót. A szignál rövidített nevével vagy sorszámával is megadható, hogy az alapértelmezett SIGTERM helyett milyen szignált küldjön. A lehetséges értékeket a kill -l paranccsal listázhatjuk.
A <process_id> értékei legegyszerűbben a ps pararancs kimenetéből kereshető ki.
kill -s <signal_name> <process_id>
kill -n <signal_num> <process_id>